# Chrysophyta

## Descrição

### Tipos de pigmentos fotossintéticos
| Grupo                       | Pigmentos fotossintetizantes | Substância de reserva |
| --------------------------- | ---------------------------- | --------------------- |
| Euglenófitas                | Clorofilas A e B             | Paramilo              |
| Dinoflagelados              | Clorofilas A e C             | Óleo e amido          |
| Diatomáceas                 | Clorofilas A e C             | Clisolaminarina       |
| Feófitas (algas pardas)     | Clorofilas A e C             | Laminarina e manitol  |
| Rodófitas (algas vermelhas) | Clorofilas A e D             | Amido da florídeas    |
| Clorófitas (algas verdes)   | Clorofilas A e B             | Amido                 |

## Taxonomia e sistemática
, Navicula, Amphora, Nitzschia, Surirella. São micro-organismos que apresentam simetria bilateral, podendo a carapaça pode apresentar rafe (sulco longitudinal no centro de cada valva); são dotados de movimentos. Em geral ocorrem apenas dois plastos em cada célula. A reprodução sexuada, em geral é isogâmica ocorrendo conjugação. Existem formas planctônicas pelágicas como também formas fixas no benton e nestes casos formam grandes aglomerações que parecem colónias. Existem algumas em água doce mas a maioria são importantes elementos do fitoplâncton marinho.